# Бонтанг
Бонтанг (индон. Bontang) — город в Индонезии, расположенный на территории провинции Восточный Калимантан.

## Географическое положение
Город находится в восточной части провинции, в восточной части острова Калимантан, на побережье Макасарского пролива. Абсолютная высота — 0 метров над уровнем моря.

Бонтанг расположен на расстоянии приблизительно 73 километров к северо-востоку от Самаринды, административного центра провинции. Климат города характеризуется чередованием двух сезонов: сухого (апрель-сентябрь) и сезона дождей (сентябрь-апрель). Источником водоснабжения населения служит река Апи-Апи.

## Этимология
Бонтанг вырос из прибрежной деревни, населённой преимущественно эмигрантами. Название города, предположительно, происходит от слов «Bon» — получение и «tang» — долг. По другой версии слово «Bontang» может переводиться как «группа посетителей».

## Население
По данным официальной переписи 2010 года, население составляло 140 238 человек.
Динамика численности населения города по годам:
| 1990   | 2005    | 2010    | 2012    |
| ------ | ------- | ------- | ------- |
| 66 842 | 118 405 | 140 238 | 151 795 |

## Экономика
В городе расположено одно из крупнейших в мире предприятий по производству аммиака и мочевины. В Бонтанге находится крупное предприятие, занимающееся сжижением природного газа. Также небольшую долю в экономике города занимают рыболовство и сельское хозяйство.

## Транспорт
На северо-востоке города расположен аэропорт (IATA: BXT, ICAO: WALC).

## Спорт
В городе базируется футбольный клуб ФК Бонтанг. Также на территории Бонтанга находятся три стадиона: Mulawarman Stadium, Taman Lestari Stadium и Besai Berrinta Stadium.